# DDT Pro-Wrestling
La DDT Pro-Wrestling è una federazione di wrestling giapponese con sede nella città di Shinjuku (Tokyo), fondata nel 1997 da Shintaro Muto, nota come Dramatic Dream Team fino al 2004. Dal 2005 il presidente è Sanshiro Takagi.

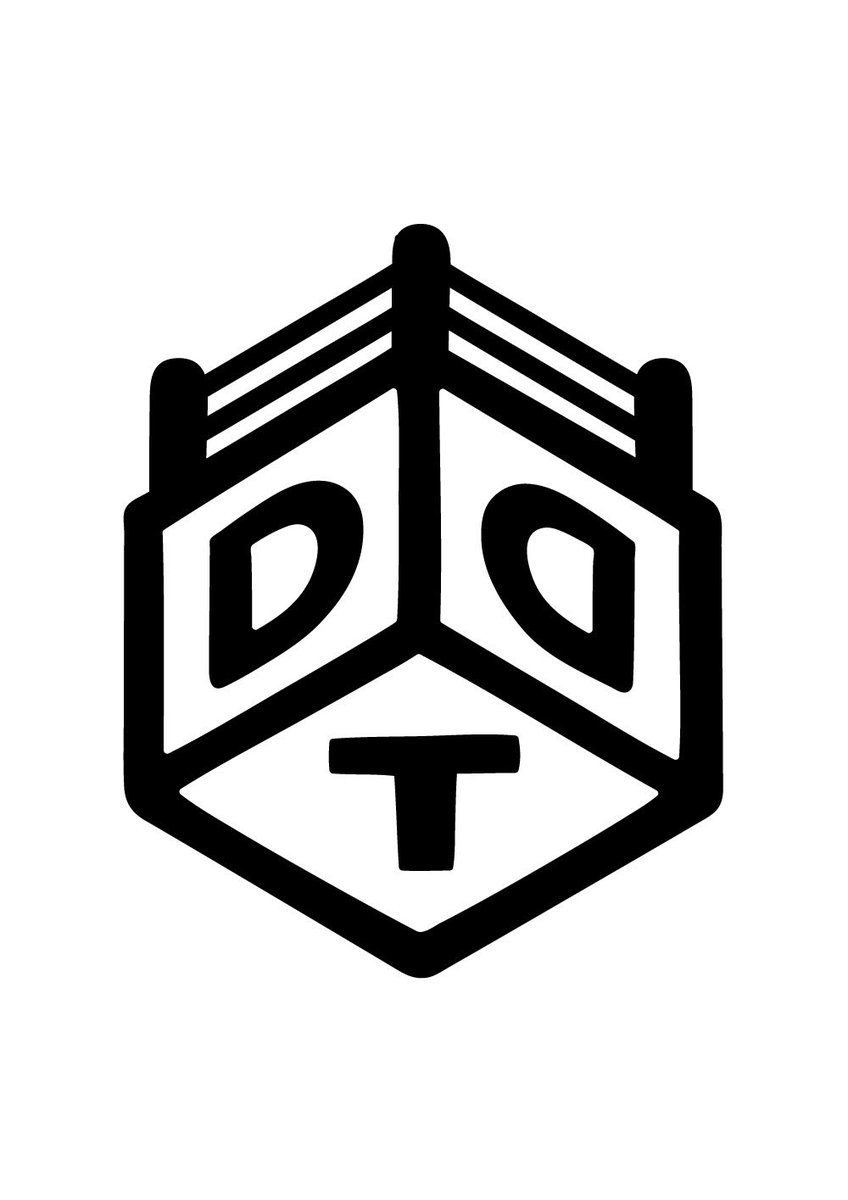
L'attuale logo della DDT in uso dal 2018.

Nel 2017 la federazione è stata venduta alla CyberAgent, con Takahiro Yamauchi nuovo direttore, mentre Takagi è rimasto presidente.

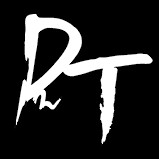
Il logo della DDT utilizzato dal 2000 al 2013.

La DDT offre un prodotto molto particolare che unisce wrestling tipico giapponese con il wrestling commedia e l'hardcore wrestling, certe volte parodiando la WWE. Nel 2000 la federazione fonda un proprio organo governativo, la KO-D (King of DDT), creando così i suoi titoli e i suoi tornei. Nel gennaio 2017 nasce il DDT Universe, il primo servizio streaming on-demand della federazione.

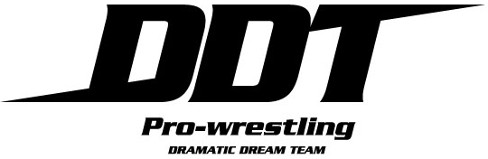
Il logo della DDT utilizzato dal 2013 al 2018.

## Storia
Dopo aver lasciato la Pro Wrestling Crusaders Sanshiro Takagi, Kyohei Mikami e Kazushige Nozawa hanno fondato la Dramatic Dream Team debuttando ufficialmente il 31 gennaio 1997. Nel 2004 ha assunto l'attuale denominazione di DDT Pro-Wrestling e nel 2005 ha avviato un suo programma sul canale Fighting TV Samurai, e sempre nello stesso anno ha rimesso in piedi la Union Pro Wrestling, poi diventata Pro Wrestling Basara. Nel 2007 inizia una collaborazione con la Dragon Gate. La DDT entra poi a far parte di un'associazione, la Global Pro Wrestling Alliance, per aiutare le numerose promotion in Giappone. Un'altra collaborazione venne stretta con la Big Japan Pro Wrestling. A partire dal 1º settembre 2020 la DDT, la Ganbare, la Tokyo Joshi Pro-Wrestling (TJPW) e la Pro Wrestling Noah si sono fuse in un'unica federazione chiamata CyberFight . Inoltre la DDT e la TJPW hanno iniziato una collaborazione con la All Elite Wrestling, ufficializzata nel 2022 nel corso dell'evento Judgement .

## Titoli
| Titolo                                | Campione                                                    | Data            | Luogo   | Evento                       |
| ------------------------------------- | ----------------------------------------------------------- | --------------- | ------- | ---------------------------- |
| KO-D Openweight Championship          | Kazusada Higuchi                                            | 29 giugno 2025  | Tokyo   | King of Kings                |
| DDT Universal Championship            | Minoru Suzuki                                               | 20 marzo 2025   | Tokyo   | Judgement - 28th Anniversary |
| DDT Extreme Championship              | To-y                                                        | 15 giugno 2025  | Niigata | Echigo Power Slam            |
| Ironman Heavymetalweight Championship | Kazuma Sumi                                                 | 20 luglio 2025  | Tokyo   | Handmade in Japan            |
| KO-D Tag Team Championship            | The Apex (Yuki Iino e Yukio Naya)                           | 29 giugno 2025  | Tokyo   | King of Kings                |
| KO-D 6-Man Tag Team Championship      | Damnation TA (Daisuke Sasaki, Hideki Okatani, Illusion)     | 26 aprile 2025  | Sapporo | Night Crush                  |
| KO-D 10-Man Tag Team Championship     | Keigo Nakamura, To-y, Yuya Koroku, Yuki Ishida, Kazuma Sumi | 19 ottobre 2024 | Tokyo   | Full Moon Festival           |

## Tornei
| Torneo            | Vincitore        | Data             |
| ----------------- | ---------------- | ---------------- |
| King of DDT       | Kazusada Higuchi | 25 maggio 2025   |
| D Generations Cup | Yuya Koroku      | 23 febbraio 2025 |
| D-Oh Grand Prix   | Yukio Naya       | 3 gennaio 2024   |